# Hyttesjön (Hällestads socken, Östergötland, 651492-148575)
Hyttesjön är en sjö i Finspångs kommun i Östergötland och ingår i Motala ströms huvudavrinningsområde. Sjön har en area på 0,119 kvadratkilometer och ligger 75,2 meter över havet.

## Delavrinningsområde
Hyttesjön ingår i det delavrinningsområde (651337-148524) som SMHI kallar för Nedlagd mätstation. Medelhöjden är 68 meter över havet och ytan är 12,6 kvadratkilometer. Räknas de 36 avrinningsområdena uppströms in blir den ackumulerade arean 809,47 kvadratkilometer. Hällestadsån (Storån) som avvattnar avrinningsområdet har biflödesordning 2, vilket innebär att vattnet flödar genom totalt 2 vattendrag innan det når havet efter 52 kilometer. Avrinningsområdet består mestadels av skog (45 procent), öppen mark (13 procent) och jordbruk (36 procent). Avrinningsområdet har 0,12 kvadratkilometer vattenytor vilket ger det en sjöprocent på 1 procent. Bebyggelsen i området täcker en yta av 0,46 kvadratkilometer eller 4 procent av avrinningsområdet.